# Рама
Рама (на санскрит: राम) или Рамачандра е важно божество в индуизма. Той е седми аватар на бог Вишну, едно от най-популярните му превъплъщения наред с Кришна, Паршурама и Гаутама Буда. Джайнистките текстове описват Рама и като осмия балабхадра сред 63-те салакапуруса. В някои от традициите на индуизма, той се счита за върховното създание.
Рама е роден в Айодхя, столицата на Кошала, и е син на Каушаля и Дашаратха. Негови братя са Лакшмана, Бхарата и Шатругхна. Той се жени за Сита. Макар да са от кралско потекло, животът им е описван в индуистките текстове като изпълнен с неочаквани промени, като например изгнание в бедни и трудни обстоятелства, етични въпроси и морални дилеми. Сред всичките им мъки, най-тежка е отвличането на Сита от демона (ракшаса) Равана, което е последвано от решителните и епични усилия на Рама и Лакшмана да я освободят и да унищожат Равана. Целият житейски път на Рама, Сита и другарите им алегорично разказва за задълженията, правата и социалните отговорности на човек. Той илюстрира дхарма и живота чрез модели на характера.
Рама е особено важен във вайшнавизма. Той е централната фигура в древния индуистки епос Рамаяна, който е особено популярен в културата на Южна и Югоизточна Азия. Древните легенди за него са довели до многобройни литератури коментари и са вдъхновили визуалните изкуства.
Легенди за Рама се срещат и в джайнистки и будистки текстове, макар в тях понякога той да е наричан Паума или Падма, а детайлите в тях да се различават значително от индуистките версии.